# Bombové útoky na obytné domy v Rusku
Bombové útoky na obytné domy v Rusku představují sérii velkých teroristických útoků uskutečněných v září 1999 v ruských městech Bujnaksk, Moskva a Volgodonsk, které zasáhly čtyři bytové domy. Zahynulo při nich celkem 307 lidí a více než 1000 dalších bylo zraněno. Podle oficiálního vyšetřování útoky spáchali islámští teroristé ze severního Kavkazu pod vedením saúdskoarabských mudžahedínů Ibn Al-Chattába a Abú Omar Al-Saifa. Spolu s invazí militantů Sami Basajeva do Dagestánu se útoky staly hlavním spouštěčem druhé války v Čečensku.
Z důvodu řady podezřelých okolností provázejících výbuchy samotné i jejich vyšetřování a podivných úmrtí lidí zabývajících se jejich vyšetřováním, se objevují názory, že šlo ve skutečnosti o operaci pod falešnou vlajkou zosnovanou ruskou tajnou službou FSB s cílem vytvořit záminku pro invazi do Čečenska a zvýšit preference Vladimira Putina, který se tehdy poprvé ucházel o post prezidenta. Mezi zastánce této teorie patřil např. později poloniem otrávený bývalý agent FSB Alexandr Litviněnko nebo americký senátor Johh McCain. Podporuje ji ale i řada dalších novinářů, historiků, analytiků a politiků z Ruska i dalších zemí.

## Útoky

### Charakteristika útoků
Všechny čtyři útoky sdílely podobný charakter z hlediska množství výbušnin, způsobu jejich použití, i faktu že výbuchy byly načasovány na noční či brzké ranní hodiny, kdy vzhledem k přítomnosti většiny obyvatel bytových domů způsobí maximální škody. Výbušniny byly umístěny u nejzranitelnějších částí budov tak, aby způsobily jejich kolaps. Celkem bylo použito několik tun silných výbušnin, které museli být útočníci schopni nejen získat, ale také nepozorovaně distribuovat na několik míst v Rusku.

### Bujnaksk, Dagestán
K prvnímu útoku došlo 4. září 1999 ve městě Bujnaksk v Dagestánu, blízko čečenských hranic. Ve 22:00 místního času tam před pětipatrovým obytným domem, ve kterém bydleli ruští pohraničníci se svými rodinami, vybuchla v zaparkovaném nákladním autě mohutná nálož. Útok si vyžádal 68 mrtvých (z toho 23 dětí) a kolem 150 zraněných.
Ještě týž den byl v témže městě nalezen na parkovišti u vojenské nemocnice další automobil naložený 2706 kg výbušniny, bomba však byla včas zneškodněna.

### Moskva, Pečatniki
Dne 9. září 1999 o půlnoci místního času došlo k druhému útoku, kdy nálož o síle ekvivalentu 300–400 kg TNT vybuchla v přízemí paneláku ve čtvrti Pečatniki na jihovýchodě Moskvy. Devět pater vysoká budova se po explozi kompletně zřítila, ve 108 bytech zahynulo celkem 106 lidí a 249 dalších bylo zraněno. Poškozeno bylo i 19 dalších budov v okolí.
Výbuch byl oficiálně označen za teroristický útok druhý den ráno. Mluvčí FSB při té příležitosti také prohlásil, že v budově byly nalezeny stopy po výbušninách RDX a TNT. Obyvatelé budovy uvedli, že několik minut před výbuchem viděli z místa rychle odjíždět auto se čtveřicí mužů. Za vyšetřování výbuchu převzal osobní odpovědnost tehdejší prezident Boris Jelcin, který nařídil prohlídku 30 000 moskevských bytových domů. Na 13. září byl tehdejším premiérem Vladimirem Putinem vyhlášen státní smutek.
Den po výbuchu měl premiér Putin naplánovanou cestu do Aucklandu na summit APEC, kterou se rozhodl po konzultaci s prezidentem Jelcinem uskutečnit dle plánu. Putin před cestou telefonoval americkému prezidentovi Clintonovi a sdělil mu, že má „všechny důvody se domnívat“, že za výbuchy jsou čečenští extremisté, kteří podle něj navíc jsou napojeni na buňku Al-Káidy, která provedla rok předtím útoky na americká velvyslanectví v Africe. Putin se následující den v Aucklandu i osobně s Clintonem sešel, což bylo první setkání obou státníků.

### Moskva, Kaširskoje
Třetí a co do počtu obětí nejhorší útok se udál 13. září opět v Moskvě, tentokrát v obytném komplexu blízko dálnice Kaširskoje na jihu města, asi 6 km od místa posledního útoku. Časovaná nálož ukrytá v suterénu osmipatrové zděné budovy vybuchla o 5. hodině ráno, budovu zcela zničila, zabila 124 lidí (dle některých zdrojů 119) a více než 200 jich zranila.
Boris Jelcin po výbuchu prohlásil, že teroristé vyhlásili válku ruskému lidu, vyzval občany k ostražitosti a klidu a povolal premiéra Putina zpět ze summitu APEC v Aucklandu.

### Překažené výbuchy v Moskvě

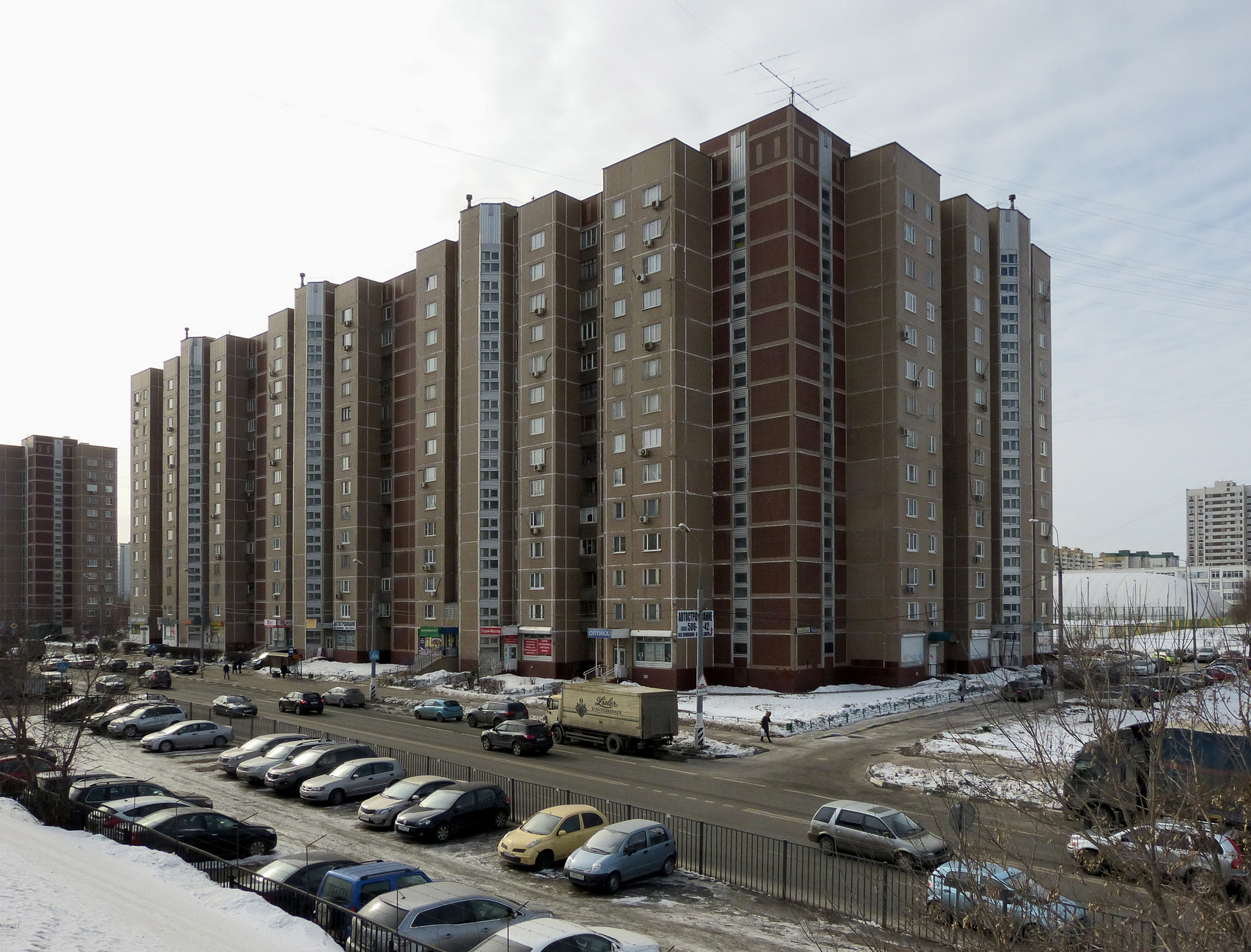
Paneláky v nichž byl překažen výbuch

Třináctého září 1999 byly v Moskvě nalezeny další dvě bomby, které byly včas zneškodněny. Jakým způsobem se však policie o bombách dozvěděla, není zcela jasné, existují dvě verze. Podle verze prezentované FSB a listem Kommersant se policii přihlásil realitní makléř, který si uvědomil, že pronajal úložné prostory v moskevských domech, v nichž později došlo k výbuchu. Jako nájemce měl být identifikován Ačimez Gočijaev, který se tak stal hlavním podezřelým strůjcem výbuchů.
Podle druhé verze tvrzené především Alexandrem Litviněnkem došlo k odhalení bomb poté, co na policii zavolal sám Ačimez Gočijaev a oznámil adresy domů, v jejichž suterénech byly bomby umístěny. Gočijaev totiž dle svých slov skutečně prostory v domech pronajal, učinil tak však na žádost starého přítele, který ho o to požádal pod smyšlenou záminkou a zřejmě pracoval pro FSB. FSB tuto verzi odmítla a zveřejnila údajný snímek Gočijaeva s čečenským vůdcem Chattábem, který měl údajně Gočijaevovi zaplatit půl milionu dolarů za provedení útoků. Není však jasné, že na snímku skutečně je Gočijaev, který to odmítl a nemožnost jednoznačně ho identifikovat BBC potvrdil i britský forenzní analytik Geoffrey Oxlee.
V roce 2002 Litviněnko a jeho spolupracovník Jurij Felštinskij získali od Gočijaeva psanou výpověď a videonahrávku, v níž odmítá vinu a detailně popisuje svou verzi událostí. Písemnou výpověď obdržela později také ruská lidskoprávní zpravodajská agentura PRIMA News Agency a videokazetu noviny Novaja gazeta, podle nichž byl Gočijaev v době nahrání v pozici rukojmího. Samotný Gočijaev nebyl nikdy dopaden a od roku 2002 nikým spatřen.

### Volgodonsk, Rostovská oblast

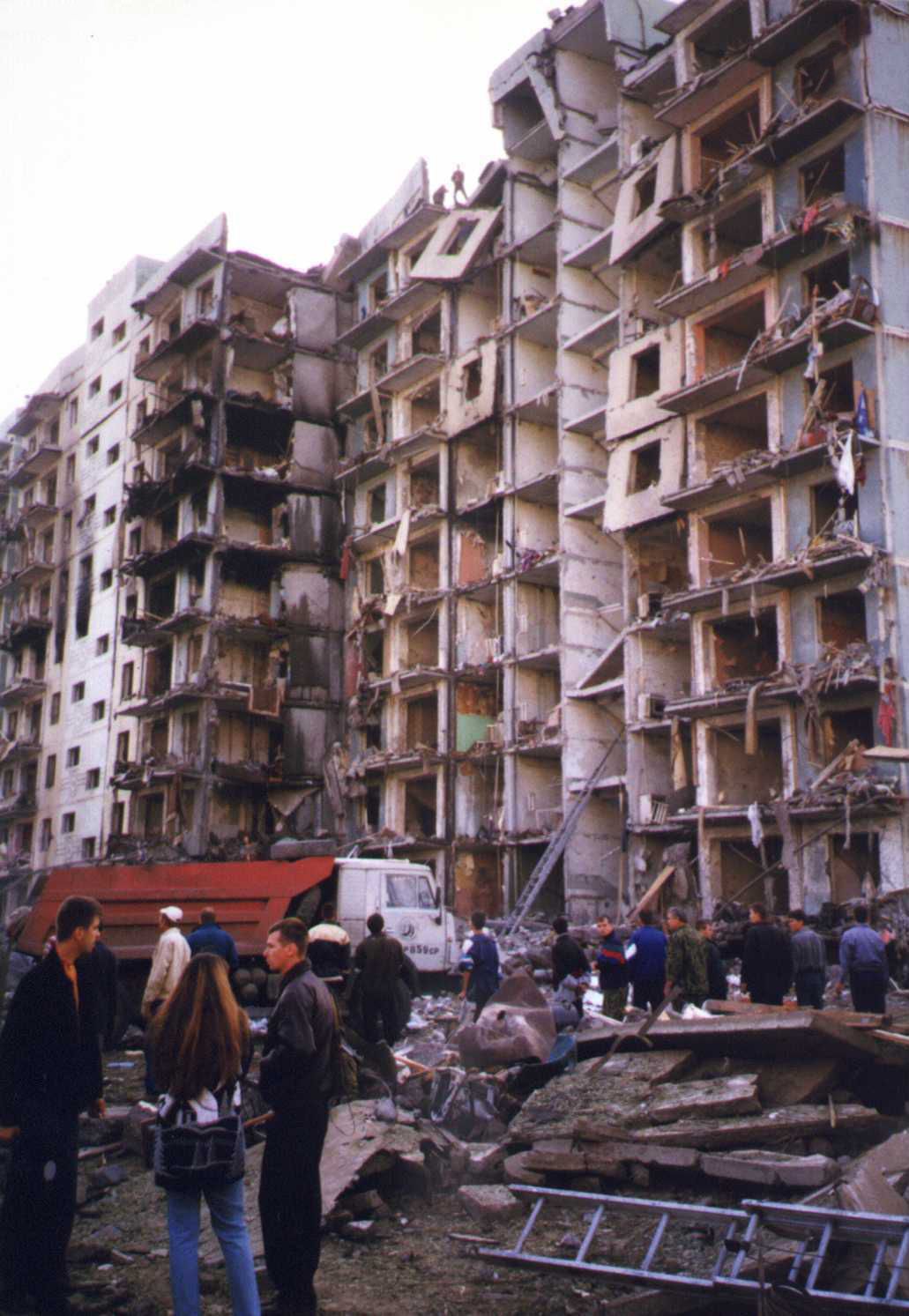
Blok domů ve Volgodonsku po výbuchu

K poslednímu útoku došlo 16. září 1999 v jihoruském městě Volgodonsk. V 5:57 tam před devítipatrovým panelovým domem vybuchl nákladní automobil naložený výbušninami, přičemž mohutná tlaková vlna zcela zničila fasádní část budovy a poškodila dalších 37 okolních domů. Zahynulo celkem 19 lidí, 89 bylo zraněno.
Premiér Vladimir Putin v reakci vydal dekret, kterým nařídil bezpečnostním složkám a dalším státním úřadům do tří dnů připravit plány na ochranu průmyslu, dopravní a komunikační infrastruktury, potravinového průmyslu a jaderných objektů.
Kuriózní předzvěstí výbuchu ve Volgodonsku bylo vystoupení předsedy Státní dumy Gennadije Selezňova, který již 13. září (tedy v den druhého výbuchu v Moskvě, ale už po něm) přímo na půdě Dumy poté, co obdržel kousek papírku se vzkazem prohlásil, že došlo k dalšímu výbuchu, a to právě ve Volgodonsku. K tomu však došlo až o tři dny později. Vysvětlit se toto podivné vystoupení nikdy spolehlivě nepodařilo, když se Selezňova na vysvětlení tázal tehdejší poslanec Vladimir Žirinovskij, bylo mu v reakci na měsíc odebráno slovo. Alexandr Litviněnko se domníval, že si FSB spletla data jednotlivých výbuchů.

### Rjazaňský incident
Dvacátého druhého září 1999 ve 20:30 místního času zaznamenal Alexej Kartofelnikov, obyvatel jednoho bytového domu v Rjazani, že dva podezřelí muži vynášejí z auta jakési pytle a umisťují je do suterénu domu. Poznávací značka vozu byla částečně přelepena papírem, který zakrýval poslední dvě čísla. Na papíře bylo napsáno „62“, číslo pro Rjazaň. Pod ním však prosvítalo „77“, označení Moskvy.
Kartofelnikov zavolal policii, oba muži však stihli do jejího příjezdu místo opustit. Policie nicméně ve sklepení našla tři 50kg pytle bílého prášku a na ně připojenou rozbušku s časovačem nastaveným na 5:30 ráno. Policejní pyrotechnik Jurij Tkačenko rozbušku i časovač odpojil a přenosným spektrometrem MO-2 vyhodnotil vzorek látky, který ukázal na výbušninu RDX.
V reakci na nález byli evakuováni obyvatelé bytovky, na hlavních cestách vedoucích z města byla zřízena kontrolní stanoviště, nádraží a letiště byla hlídána. Více než 1200 místních policistů mělo pohotovost. V 1:30 v noci následujícího dne odvezla rjazaňská jednotka FSB domnělé výbušniny na 1,6 km vzdálenou střelnici, kde se je pokusila pomocí rozbušky odpálit, což se ale údajně nepodařilo. V 8:00 oznámila nález domnělých výbušnin ruská televize a látku označila za RDX, publikovány byly také identikity podezřelých. Později vystoupil i Vladimir Rušajlo, který prohlásil, že policie zabránila teroristickému útoku. Informaci, že se na střelnici FSB nepovedlo nalezený prášek odpálit, oznámila média přibližně v 16:00 odpoledne.
V 19:00 vystoupil Vladimir Putin, který ocenil všímavost obyvatel Rjazaně a vyzval k bombardování čečenského hlavního města Groznyj, což byla fakticky úvodní část druhé čečenské války. V prohlášení zazněla i následující slova:
| „                | Jestliže si někdo všiml pytlů, které jak se ukázalo obsahovaly výbušninu, znamená to, že je zde i pozitivní stránka, i kdyby jen ta, že veřejnost správně reaguje na události, které se dnes v naší zemi odehrávají. Chtěl bych... veřejnosti poděkovat. Žádná panika, žádný soucit s bandity. | “ |
| — Vladimir Putin | |   |

Ještě večer téhož dne zachytila telefonní spojovatelka Natalia Juchnova meziměstský hovor do Moskvy, v němž slyšela neznámého muže stěžovat si, že město je obklíčeno a nedá se z něj dostat, na což mu adresát hovoru odvětil, ať se rozdělí a město opustí po jednom. Spojovatelka vše oznámila policii, která číslo vysledovala k ústředně FSB. S pomocí místních obyvatel se policii povedlo volajícího i jeho kolegu vypátrat, brzy po zatčení se však prokázali průkazy FSB a na příkaz moskevské centrály byli propuštěni.
Následující den, tedy dva dny po nálezu pytlů, vystoupil na NTV ředitel FSB Nikolaj Patrušev a radikálním způsobem změnil oficiální narativ, když oznámil, že šlo o cvičení FSB mající za cíl natrénovat odezvu bezpečnostních složek po předchozích výbuších a v pytlech byl pouze cukr. O tom, že jde o cvičení, však zjevně nevěděla ani rjazaňská pobočka FSB, která v reakci na prohlášení Patruševa vydala v tomto smyslu stanovisko, navíc doplněné o informaci, že se chystali zatknout další osoby spojené s incidentem. FSB se za akci omluvila, ale způsob provedení cvičení kritizoval např. i někdejší ředitel FSB v Moskevské oblasti.

## Oficiální vyšetřování a soudní procesy

### Bujnaksk
Prvním oficiálně vyšetřeným výbuchem byl ten v Bujnaksku, za nějž bylo nakonec odsouzeno sedm lidí. Isa Zajnutdinov a Alisultan Salichov, oba etničtí Avaři původem z Dagestánu, dostali za útok v březnu 2001 doživotí. Salichov měl podle policie výbuch organizovat, zatímco Zajnutdinov měl dovézt samotný náklaďák s výbušninami. Vyšetřovatelé přitom neuvěřili, že by o jeho účelu nevěděl. Abdulkadyr Abdulkadyrov (Avar původem z Dagestánu) a Magomed Magomedov byli za svou roli v útoku odsouzeni v březnu 2001 na 9 let vězení. Podle vyšetřovatelů se podíleli na přípravách, ale nepovedlo se jim prokázat, že by věděli o konečném cíli svého konání. Zajnutdin Zajnutdinov (syn Isy) a jeho soused z dagestánské vesnice Machač Abdusamedov byli odsouzeni v březnu 2001 ke třem letům vězení, ale okamžitě propuštěni na amnestii. Ke 24 letům vězení byl v roce 2002 odsouzen Zjavudin Zjavudinov, taktéž Dagestánec, který byl zadržen na útěku v Kazachstánu a 23. května 2001 vydán do Ruska.
V roce 2004 byl v Ázerbájdžánu zadržen a následně do Ruska vydán také dagestánský Avar Magomed Salichov. V lednu 2006 ho porota soudu zprostila obžaloby z terorismu, ale shledala ho vinným z účasti na ozbrojené skupině a ilegálním překročení hranice. Tento rozsudek byl však Nejvyšším soudem Dagestánu zrušen pro závažná procesní pochybení a v listopadu 2006 porota v novém procesu Salichova zprostila všech obvinění. Podle Kommersantu Salichov přiznal, že dovezl domnělou zásilku barvy Al-Chattábovi do Dagestánu, ale nevěděl co je skutečným obsahem zásilky.
Objednatelem útoku měl být Ibn Al-Chattáb, přičemž údajně nebyl spokojen s tím, že druhá nálož nevybuchla a proto organizátorům vyplatil jen část smluvené sumy, tedy 300 tisíc dolarů.

### Moskevské výbuchy
Podle ruské prokuratury všechny moskevské výbuchy včetně překažených organizoval Ačimez Gočijaev na objednávku Al-Chattába a Al-Saíba, arabských vůdců čečenských povstalců. Oba byli zabiti během druhé čečenské války. Podle vyšetřovatelů měly být výbušniny připraveny v továrně na hnojiva v Urus-Martan v Čečensku, a to smícháním hexogenu (RDX), TNT, hliníkového prášku a ledku s krystalickým cukrem (některé zdroje RDX a TNT jako součást mixu neuvádí). Výsledná směs měla být následně dva měsíce uložena v potravinářské společnosti strýce jednoho z teroristů v Kislovodsku, a to v pronajatém kamionu značky KamAZ. Odtud následně měly být rozvezeny na adresy v Moskvě a následně i ve Volgodonsku. V Moskvě měl útočníky řídit právě Ačimez Gočijaev, který si zde pro tento účel pod pseudonymem Lajpanov pronajal pokoj v hotelu Altaj.
Série soudních procesů probíhala bez přístupu veřejnosti a dokončena byla v roce 2004. Z 90 svazků spisů vyprodukovaných soudními procesy týkajících se výbuchů v Moskvě a Volgodonsku je pět utajovaných. Za hlavního objednatele byl opět označen Al-Chattáb, otrávený dopisem FSB v Čečensku v roce 2002. Organizátorem měl být Gočijaev, který nicméně nebyl nikdy dopaden. Dalšími pachateli měli být Denis Sajtakov (etnický Tatar z Uzbekistánu) zabitý v Čečensku (některé zdroje zřejmě chybně uvádějí Gruzii) roce 1999 nebo 2000, Hakim Abajev (etnický Karačan) zabitý speciálními silami FSB v květnu 2004 v Ingušsku a ruský občan Ravil Achmajov zabitý v Čečensku mezi lety 1999 a 2000. Ke čtyřem letům vězení byl odsouzen také ruský dopravní policista Stanislav Ljubičev, který měl nechat projet auto s výbušninami kontrolním stanovištěm výměnou za úplatek v podobě pytle cukru. Na doživotí byl odsouzen ruský občan karačajského původu Jusuf Krymšamchalov zadržený v roce 2002 v Gruzii a vydaný do Ruska. Soudní proces s ním trval dva měsíce, byl neveřejný a bez poroty, obviněný se měl přiznat k tomu že pomáhal převážet pytle s výbušninami do Volgodonsku, přičemž ale dle jeho výpovědi byly pytle označené jako cukr a jejich skutečný obsah neznal. Krymšamchalov dle svého advokáta přiznal i ilegální překročení hranice do Gruzie a podstoupení bojového výcviku v táboře povstalců, rezolutně ale odmítl jakékoliv spojení s výbuchy či zapojení do bojových akcí.

### Volgodonsk
Vyšetřování výbuchu ve Volgodonsku bylo propojeno s procesy o moskevských útocích, neboť část obviněných měla hrát roli v obou kauzách. Procesy opět byly neveřejné. K doživotí byl kromě výše zmíněného Krymšchalova odsouzen v souvislosti s Volgodonskem také Adam Dekkušev zadržený v roce 2002 v Gruzii, kde se neúspěšně pokusil zabránit zatčení hodem granátu na policisty. Dekkušev dle své advokátky původně podobně jako Krymšchalov částečně přiznal svou roli v případu, u soudu však poté prohlásil, že přiznání bylo učiněno pod nátlakem a je nevinný.
Dalšími pachateli měli být bratři Timur a Zaur Batčajevovi (oba etničtí Karačajové). Zaur byl zabit v Čečensku mezi lety 1999 a 2000 a Timur zemřel v přestřelce s policií v Gruzii během zásahu, při němž byl zatčen Jusuf Krymšamchalov.
Odsouzením posledních dopadených pachatelů v roce 2004 prakticky skončila oficiální část vyšetřování. FSB se nicméně v lednu 2004 vyjádřila, že dokud nebude zatčen Ačimez Gočijaev, případ nebude uzavřen. Bývalý příslušník FSB a za svou roli v sestřelení letu MH17 na doživotí odsouzený zločinec Igor Girkin v roce 2020 uvedl, že jeho jednotka měla v úvodních fázích druhé čečenské války za úkol pokusit se Gočijaeva dopadnout, což se nepodařilo.
Přesto, že celé vyšetřování ukazovalo na spojitost s Čečenskem a v roce 1999 byly v Moskvě pozatýkány stovky Čečenců, nebyl v souvislosti s výbuchy nikdy odsouzen žádný Čečenec. Mezi odsouzenými jsou především dagestánští a karačajští wahábisté.

## Pokusy o nezávislé vyšetřování

### Parlamentní vyšetřování
V roce 2000 proběhla v Dumě dvě hlasování o provedení nezávislého parlamentního vyšetřování. Za iniciativou stála především strana Jabloko a noviny Novaja gazeta, které publikovaly tři vlastní vyšetřování, jejichž závěrem bylo, že v Rjazani skutečně byla umístěna reálná bomba, nikoliv jen cukr a že i za ostatními výbuchy mohla stát FSB s cílem najít odůvodnění pro druhou čečenskou válku během prezidentské volební kampaně. První hlasování neprošlo poměrem 131:197 hlasům s jedním zdržením, přičemž pro parlamentní vyšetřování hlasovali poslanci Jabloka, komunisté, agrárníci a část poslanců strany Vlast a Svazu pravicových sil. Proti naopak byly prokremelské Jednota (předchůdce Jednotného Ruska) a Lidová strana a většina LDPR. Druhé hlasování skončilo neúspěchem v poměru 104:133.

### Občanská komise
Dalším pokusem byl vznik nezávislé občanské komise, jejíž předsedou se stal lidskoprávní aktivista a někdejší sovětský disident a politický vězeň Sergej Kovaljov. Komise začala pracovat v únoru 2002 a 5. března odletěla do Londýna na setkání s Alexandrem Litviněnkem a bývalým plukovníkem FSB Michailem Trepaškinem dvojice jejích členů – poslanci Sergej Jušenkov a Julij Rybakov. Oba muži začali s komisí na vyšetřování spolupracovat. S komisí však odmítaly spolupracovat státní orgány, což činilo vyšetřování neefektivním, soud například odmítl přikázat FSB vydat plány údajného cvičení v Rjazani.
Ve vyšetřování se přesto pokoušel pokračovat zejména Michail Trepaškin, který při svém bádání údajně získal důkazy o tom, že si prostory v domech zasažených výbuchy ve skutečnosti pronajal nikoliv Ačimez Gočijaev, ale důstojník FSB Vladimir Romanovič, kterého navíc na místě mělo spatřit i několik svědků. Sám Romanovič měl být následně přejet automobilem na Kypru. Trepaškin chtěl své závěry předložit Moskevskému městskému soudu, k čemuž však nakonec nedošlo, neboť byl týden před plánovaným jednáním v říjnu 2003 zatčen a obviněn z nedovoleného ozbrojování, když u něj policie v autě našla pistoli, kterou tam podle Trepaškina sama předtím nastražila. Trepaškin byl nakonec odsouzen v neveřejném procesu vojenským soudem ke čtyřem letům vězení, a to kromě nedovoleného ozbrojování také za vyzrazení státních tajemství. Amnesty International v reakci vydala prohlášení, podle nějž „jsou seriózní důvody se domnívat, že Michail Trepaškin byl zatčen a odsouzen na základě zfalšovaných obvinění, která mohla být politicky motivována snahou zabránit mu pokračovat v jeho vyšetřování a právních krocích týkajících se výbuchů v Moskvě a dalších městech v roce 1999.“
Fungování komise bylo zásadně narušeno v roce 2004, kdy byl nejprve v dubnu poblíž svého domu zavražděn Sergej Jušenkov a v červnu zemřel i další významný člen komise a poslanec Jurij Ščekočichin. Toho oficiálně zabila alergická reakce, nicméně příznaky připomínaly otravu radioaktivní látkou a symptomy se objevily náhle jen několik dní před plánovaným odletem do USA na setkání s FBI, jehož tématem měla být právě FSB. Rodině navíc nebyla vydána lékařská zpráva a bylo jí znemožněno odebrat vzorky tkání na nezávislé testování. Ščeckočichinův přítel a bývalý operativec FSB Kirill Kabanov s odkazem na své zdroje v FSB tvrdil, že na 90 % byl otráven thalliem.
V roce 2007 napsal Michail Trepaškin z vězení v Nižnim Tagilu dopis, že se v roce 2000 na setkání s několika důstojníky moskevské centrály proti organizovanému zločinu dozvěděl o incidentu s výbušninou RDX. Vyšetřovatelé tehdy měli odhalit několik ilegálních prodejců RDX a zadržet je, krátce poté nicméně prý do sídla centrály dorazili důstojníci FSB, zabavili RDX a nařídili propustit odpovědné vyšetřovatele. Policejní důstojníci mu podle něj nabídli videokazety s důkazními materiály i osobní svědectví, rozhodl se je však nezveřejnit z obavy o životy jich a jejich rodin.
Trepaškin byl propuštěn z vězení 30. listopadu 2007 a vyšetřování se už nevěnoval, jako právník a lidskoprávní aktivista ale působil i nadále.

## Teorie o zapojení ruské vlády
Vzhledem k řadě nesrovnalostí provázejících výbuchy a jejich vyšetřování existuje řada ruských i zahraničních novinářů, politiků, disidentů a analytiků domnívajících se, že šlo ve skutečnosti o operaci pod falešnou vlajkou provedenou ruskými představiteli s cílem vybudovat veřejnou podporu pro invazi do Čečenska a zvýšit preference Vladimira Putina ucházejícího se v té době o post prezidenta. Preference se skutečně zvýšit povedlo, z 4 % v srpnu 1999 vyrostly do prosince 1999 až na 55 %, přičemž k prudkému nárůstu došlo po výbuších a zahájení druhé čečenské války.
Již v září 1999 poskytl deníku Le Figaro rozhovor bývalý předseda ruské bezpečností rady Alexandr Lebeď, v němž prohlásil, že si je téměř jist, že teroristické útoky zorganizovalo okolí prezidenta Jelcina s cílem posílit režim. Tato slova se později pokoušeli mírnit jeho spolupracovníci, podle nichž byla vytržena z kontextu. Lebeď v roce 2002 zemřel při nehodě vrtulníku, podle jeho spolupracovníků způsobenou výbušninou na palubě. Podobně se vyjádřil v březnu 2000 i Oleg Kalugin, do USA zběhlý generálmajor KGB. Stejného názoru je i Andrej Illarionov, ruský ekonom který působil mezi lety 2000 a 2005 jako hlavní ekonomický poradce Vladimira Putina. Podle něj zapojení FSB „není teorie, ale fakt“ a neexistuje nikdo jiný, kdo by byl schopen takové útoky zorganizovat. Ruský vojenský analytik Pavel Fengelhauer pak v roce 2002 poukazoval na to, že série útoků byla sice využita k odůvodnění invaze do Čečenska, ale za hlavní organizátory přitom byli označeni Al-Chattáb a Gočijaev, nikoliv čečenský prezident Aslan Maschadov a jeho okolí.
Z amerických politiků nejprve zpochybnila v roce 2000 ruskou verzi tehdejší ministryně zahraničí Madeleine Albrightová, která na dotaz zahraničního výboru amerického senátu týkajícího se důvěryhodnosti ruského obviňování Čečenců odvětila, že nemají k dispozici důkazy které by výbuchy propojovaly s Čečenskem. V roce 2003 pak prohlásil tehdejší americký senátor John McCain, že: „Nadále existují věrohodná obvinění, že se na těchto útocích podílela ruská tajná služba FSB. Putin se v roce 2000 dostal do prezidentského úřadu díky tomu, že ukázal prstem na Čečence, kteří tyto zločiny spáchali, zahájil novou vojenskou kampaň v Čečensku a na vlně hněvu veřejnosti se dostal do úřadu.“ V roce 2017 zazněla tato tvrzení v americkém senátu znovu, a to když senátor Marco Rubio při potvrzovacím slyšení Rexe Tillersona pronesl tato slova: „Existuje neuvěřitelné množství informací z otevřených a dalších zdrojů, že tyto bombové útoky byly operací FSB pod černou vlajkou.“
V roce 2022 v projevu v Oxford Union bývalý britský zpravodajec Christopher Steele, který mezi lety 2006 až 2009 řídil ruské oddělení MI6 a vedl britské vyšetřování vraždy Alexandra Litviněnka uvedl, že se kloní k názoru, že za výbuchy stály ruské zpravodajské služby s cílem získat ospravedlnění pro válku v Čečensku.

### Výzkumy a vyšetřování historiků a novinářů

#### Litviněnko a ruští tvůrci
Otázce zapojení ruských služeb do výbuchů se věnoval Alexandr Litviněnko, který společně s historikem Jurijem Felštinskim napsal v roce 2002 knihu, která vyšla v angličtině pod názvem Blowing Up Russia: Terror from Within. Autoři vycházejí z informací získávaných od konce 90. let a dochází k závěru, že výbuchy byly skutečně dílem FSB, jejichž motivací bylo ospravedlnit druhou čečenskou válku a vynést Vladimira Putina k moci. V prosinci 2003 ruské ministerstvo vnitra ve spolupráci s FSB zabavilo přes čtyři tisíce výtisků knihy a bylo zahájeno trestní stíhání za údajné vyzrazení státního tajemství. Autoři v reakci uvolnili text knihy v Rusku k volné bezplatné distribuci. FSB v roce 2007 zabavené výtisky zničila s odůvodněním, že obviněný Litviněnko zemřel. V roce 2015 byla kniha zařazena na federální seznam extremistických materiálů, což znemožnilo jakoukoliv její legální distribuci.
Litviněnko napsal ještě knihu v angličtině nazvanou Lubyanka Criminal Group, v níž popisuje údajnou transformaci FSB na kriminální a teroristickou organizaci, přičemž důkazem pro to nemají být jen výbuchy, ale také vražda reformní političky Galiny Starovojtovové nebo domnělá vražda někdejšího starosty Petrohradu a Putinova mentora Anatolije Sobčaka. I tato kniha byla na příkaz FSB stažena z prodeje a později autory uvolněna k bezplatné distribuci v Rusku. Podle Viktora Suvorova, historika a bývalého analytika GRU kniha dokazuje, že „byla Lubjanka ovládnuta nepřáteli lidu (neboť kdo jiný by vyhodil do vzduchu spící děti)“ a pokud podle něj nedokáže Putinův tým Litviněnkova obvinění vyvrátit, měl by se Putin zastřelit a „Patrušev a další členové vedení FSB by měli následovat jeho příkladu“.
Po Litviněnkově vraždě vyšla v roce 2007 kniha autorů Alexandra Goldfarba a Mariny Litviněnko (vdova) nazvaná Death of a Dissident. Věnuje se primárně roli FSB ve vraždě Litviněnka, nicméně viní ji i z řady dalších akcí, včetně např. vraždy Anny Politkovské a právě výbuchů v roce 1999. Podle autorů vysokoprofilová vražda Litviněnka, který se mj. věnoval i vyšetřování výbuchů, dodává důvěryhodnost i ostatním teoriím.

#### David Satter a američtí a britští tvůrci
V USA se bádání věnuje dlouhodobě zejména novinář, akademik a historik David Satter, který na téma publikoval dvě knihy – v roce 2003 vydal Darkness at Dawn: The Rise of the Russian Criminal State a v roce 2017 publikoval The Less You Know, The Better You Sleep: Russia's Road to Terror and Dictatorship under Yeltsin and Putin. V obou knihách autor dochází k závěru, že výbuchy mají na svědomí ruské tajné služby a akci označuje za politickou provokaci, kterou přirovnává k zapálení Reichstagu nacisty.
Satterovy závěry podpořila např. americká historička zaměřující se na dějiny KGB Amy Knight, podle níž „je naprosto jasné“ že za útoky stojí FSB a „vina Vladimira Putina se zdá jasná“, neboť je nepředstavitelné, že by služba provedla takovou operaci bez posvěcení svého někdejšího šéfa a v té době úřadujícího premiéra. Historička Karen Dawisha specializující se na dějiny východní Evropy a Ruska dospěla ve své knize Putin's Kleptocracy na základě jí dostupných faktů k závěru, že „vyhodit do vzduchu vlastní nevinné spící lidi ve svém hlavním městě je téměř nemyslitelné. Přesto jsou důkazy o tom, že se FSB přinejmenším podílela na umístění bomby v Rjazani, nezvratné.“ K obdobnému závěru dochází ve své knize The New Cold War: Putin's Russia and the Threat to the West i britský novinář a bezpečnostní expert Edward Lucas, podle nějž „váha důkazů zatím podporuje nejchmurnější interpretaci: útoky byly bezohledně naplánovanou akcí, která měla vytvořit atmosféru paniky a strachu, v níž by se Putin rychle stal nezpochybnitelným vůdcem země, což se skutečně stalo.“ Tymothy Snyder, historik specializující se na východní a střední Evropu, Rusko a holokaust pak ve své knize The Road to Unfreedom: Russia, Europe, America uvedl, že „se zdá možné, že pachateli výbuchů jsou důstojníci FSB“. Teorie o zapojení FSB zazněla také v dokumentárním snímku o Vladimiru Putinovi od PBS Frontline, v němž autoři poukazují především na rjazaňský incident, rychlé odklízení trosek a těl z míst výbuchů, použití výbušnin a rozbušek dostupných v armádě a podezřelá úmrtí lidí pokoušejících se výbuchy vyšetřit.
David Satter se pokusil svá bádání dále rozvinout v roce 2016 když na základě zákona o svobodném přístupu k informacím (FOIA) požádal o dokumenty týkající se výbuchů, rjazaňského incidentu a souvisejících osob ministerstvo zahraničí, CIA a FBI. Všechny státní orgány potvrdily přijetí žádostí, ale v časové lhůtě neodpověděly. Satter tedy podal žalobu. CIA odmítla vůbec sdělit, jestli nějaké dokumenty má, neboť by to podle nich „odhalilo aktivity, zdroje, metody a velmi specifické aspekty zájmu agentury, nebo jejich absenci, ohledně ruských výbuchů“. Ministerstvo zahraničí nicméně poskytlo částečně cenzurovanou kopii diplomatické depeše americké ambasády v Moskvě z 24. března 2000, v níž se píše, že bývalý ruský zpravodajec sdělil americkému diplomatovi, že skutečná pravda o rjazaňském incidentu nesmí být nikdy zveřejněna, neboť „pravda by zničila zemi“. FSB podle něj ale „skutečně disponuje speciálně vycvičeným týmem mužů, jejichž úkolem je vést tento typ městského boje". Někdejší zpravodajec navíc dodal, že Viktor Čerkasov (zástupce ředitele FSB) „je přesně tou osobou, který by takovou akci mohla nařídit a provést“. V roce 2017 se Satter pokusil požádat o informace znovu, ministerstvo zahraničí nicméně rozhodlo o tom, že zůstanou utajené, což odůvodnilo „možností narušení či závažného poškození“ vztahů s ruskou vládou, které jsou „životně důležité pro americkou národní bezpečnost.“ Žaloba byla zamítnuta v roce 2018.

### Nezávislá kritika
Nezávislý ruský investigativní novinář Andrej Soldatov se domnívá, že ačkoliv se režim od počátku skutečně snažil potlačit veškeré snahy o nezávislé vyšetřování, nebylo to z důvodu jeho zapojení do výbuchů, ale spíše všeobecné paranoii. V knize The New Nobility dochází se spoluautorkou Irinou Borogan k závěru, že rjazaňský incident skutečně byl cvičením FSB. Podle autorů průběh odpovídal cvičením speciálních sil Vympel ověřujících běžně zabezpečení jaderných elektráren a poznatky předložené Litviněnkem nenabízejí podle nich nic nového oproti zjištěním Trepaškina, která autoři považují za nedůvěryhodná. Autoři také rozporují údajnou nevinu Ačimeze Gočijaeva, který se podle nich od poloviny devadesátých let pohyboval v islamistických kruzích a poukazují také na částečná přiznání Krymšalova a Dekkuševa.
Teorii o zapojení FSB odmítá také americký profesor filosofie Robert Bruce Ware, podle nějž za útoky stojí islamisté ze severního Kavkazu mstící se za ruské zásahy v Dagestánu. To podle něj vysvětluje i to, proč se k útokům nikdy nepřihlásil a nebyl za ně odsouzen žádný Čečenec a proč je za práci Dagestánců označil Šamil Basajev. Profesor Ware také kritizuje tvrzení některých autorů včetně Davida Sattera, že použití RDX ukazuje na zapojení ruských složek, neboť jde o v Rusku obtížně sehnatelnou látku. Robert Ware s odkazem na ruské policejní záznamy z Dagestánu z roku 2003 dokládá, že během krátké zbraňové amnestie bylo odevzdáno velké množství hexogenu a čpavku a tyto látky tak musely být relativně dostupné.
Politolog Ronald R. Pope ve své recenzi knihy Darkness at Dawn od Davida Sattera poukazuje na kritiku Kirilla Pankratova, podle nějž Rusko vzhledem k početným únosům a neklidu v Dagestánu nepotřebovalo dodatečné ospravedlnění pro invazi do Čečenska a upozorňuje, že teorie o zapojení FSB počítá s tím, že se zpravodajcům povedlo dlouhé roky tajit svou roli, ačkoliv se jim příliš nepovedlo předtím nepozorovaně provést útoky samotné. Podobného názoru je i politolog Brian Taylor, podle nějž je ale možné, že rjazaňský incident byla snaha FSB nafingovat úspěšné odhalení chystaného výbuchu a historka se cvičením byla vymyšlena až následně.